# عشق، دلیل ازدواج او بود
عشق، دلیل ازدواج او بود (انگلیسی: She Married for Love) یک فیلم کمدی صامت کوتاه به کارگردانی آرتور هاتلینگ است که در سال ۱۹۱۴ منتشر شد. از بازیگران این فیلم می‌توان به اولیور هاردی، ریموند مک‌کی و هری لورین اشاره کرد.